# 小米11系列
小米11 Pro及小米11 Ultra是小米集团于北京时间2021年3月29日20时许在中国北京小米科技园发布的两款智能手机，与小米11以及同场发布的小米11青春版 一同，属于小米手机数字系列的第十代机型系列。

## 简介
小米11 Pro和小米11 Ultra正面采用了一块6.81英寸（对角线）20:9比例柔性AMOLED显示屏，前置相机位于屏幕左上角，为屏幕打孔式布置。手机正面四周均采用弧面设计，背部设置三枚摄像头和一枚LED补光灯，大体呈圆角矩形排列。后盖采用玻璃或陶瓷材质，边框则采用了电镀工艺的7000系铝合金边框。性能方面则搭载了高通骁龙888SoC、LPDDR5规格的RAM以及UFS3.1双通道标准的闪存存储。

## 硬件

### 外观

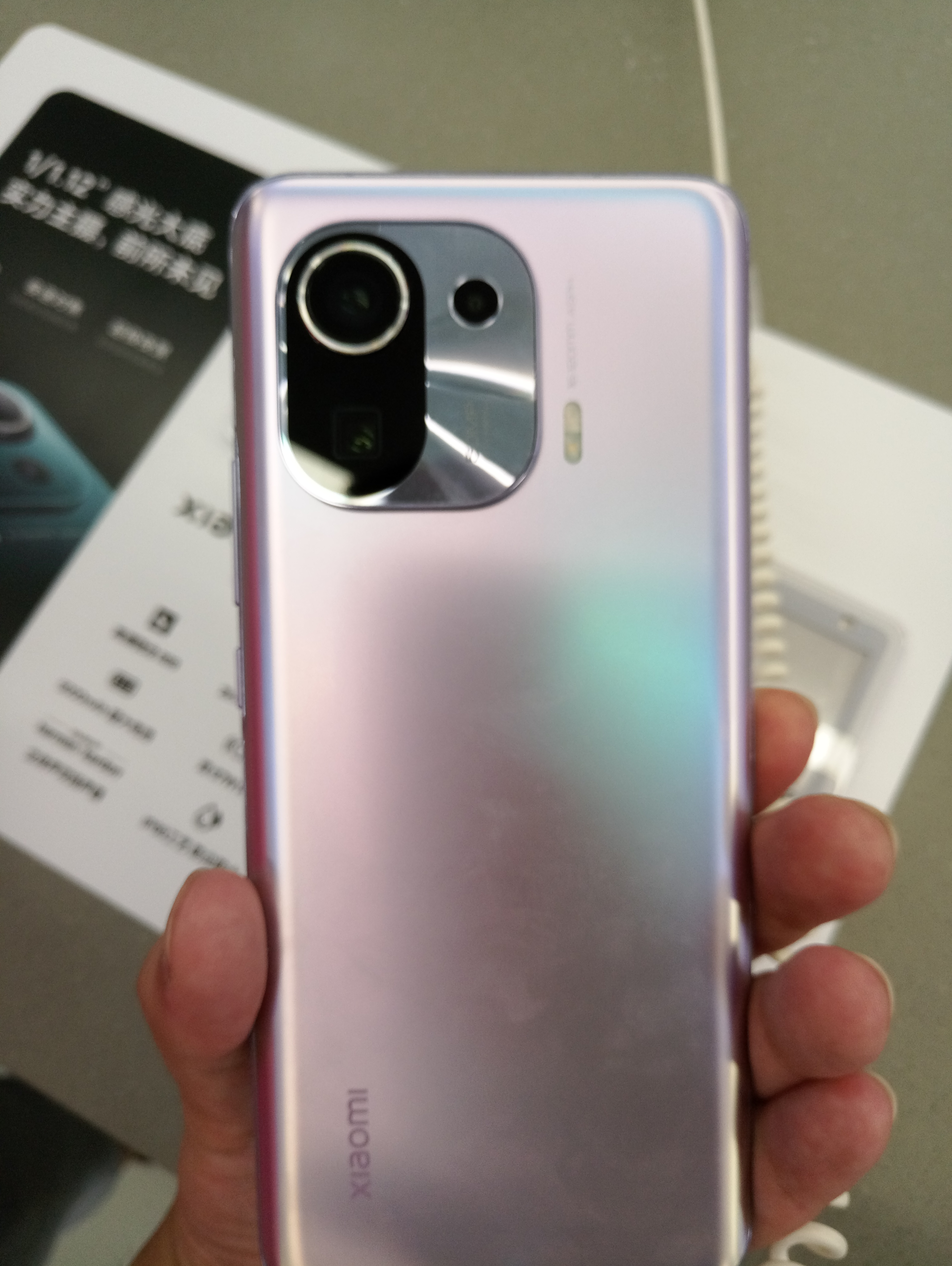
小米11 Pro的机身背部

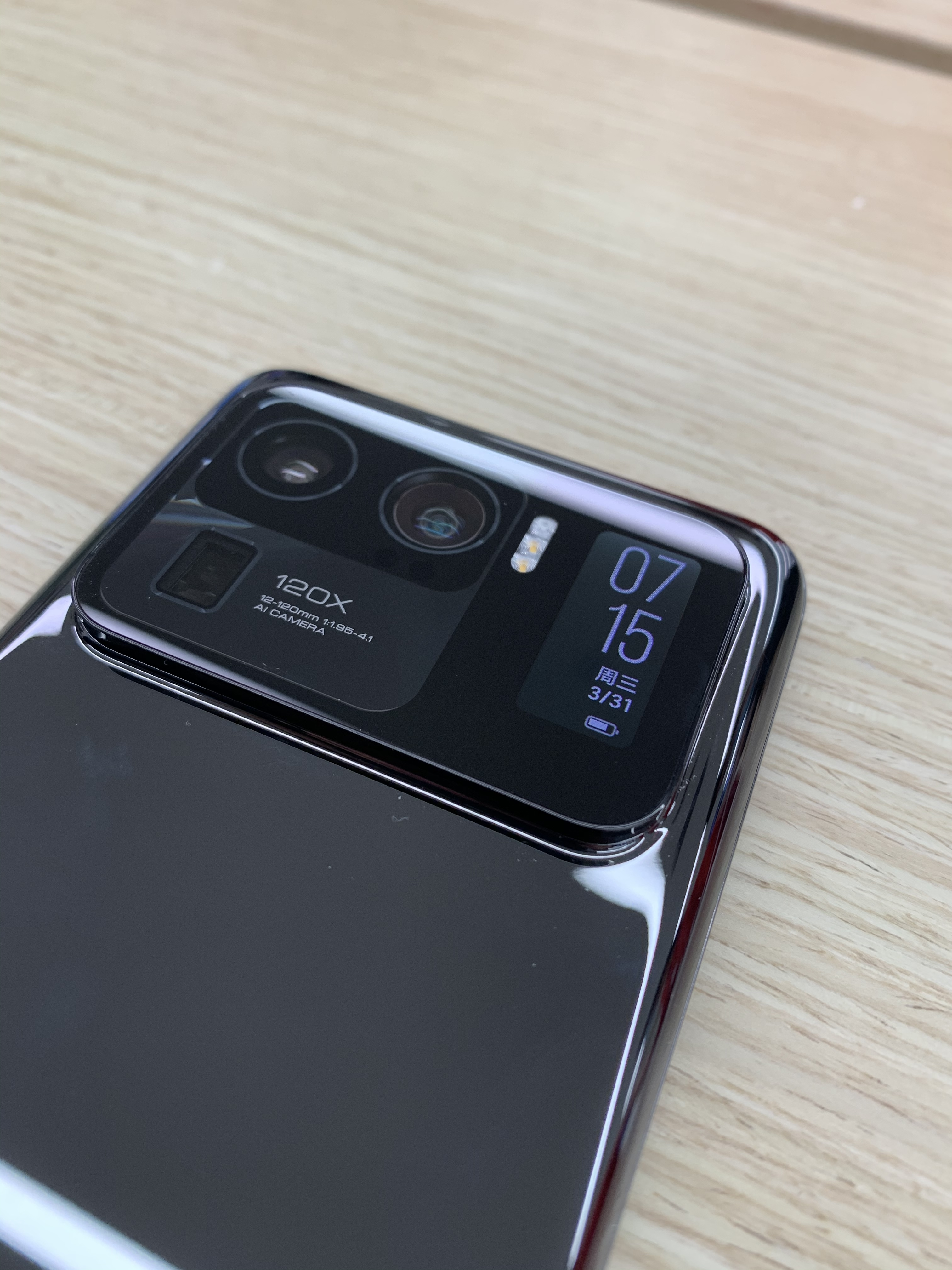
小米11 Ultra的主相机镜组

小米11 Pro及小米11 Ultra的正面设计大体延续了小米10 Pro的设计风格，维持了左上角布置的前置摄像头设计。但小米11 Pro及小米11 Ultra的正面由小米10 Pro的左右两边收弧调整为四边收弧，尺寸也从小米10 Pro的6.67英寸（对角线）提高至6.81英寸（对角线），屏幕比例也从小米10 Pro的19.5:9调整至20:9，相较小米10系列而言变得更为修长。
小米11 Pro及小米11 Ultra的侧边框依然维持了铝合金材质，机身四周设有通信天线溢出带，通过与边框颜色相近的塑料注塑填充。边框上部设有降噪麦克风、红外发射窗口及顶部副扬声器（集成听筒功能），右侧设有音量加减键及开关屏/电源键，下部设有SIM卡槽托架及弹出插孔、USB Type-C接口及主扬声器开孔，左侧则不设置任何开口。边框在控制按键附近变宽，向后盖区域稍作侵入，以保证按键区域的牢靠度。
小米11 Pro的背部设计语言大体上与标准款的小米11类似，维持了左上角二阶圆角矩形的设计，但由于搭载的主摄像机体积变大，致使小米11 Pro的相机区域也相应变大。同时由于搭载的潜望式变焦传感器占据了标准款小米11放置补光灯及后置光线传感器的位置，使小米11 Pro的补光灯及后置光线传感器被移至摄像镜组装饰盖板之外，位于盖板右下角，呈长圆形。
与小米11 Pro不同的是，小米11 Ultra的相机区域较小米11 Pro更为庞大，相机区域左半部为主摄传感器、超广角传感器及潜望式超长焦传感器；右侧则为了平衡视觉效果设置了一块副屏幕。副屏幕除显示时间外，也可在拍照时充当预览框使用。三枚传感器与副屏幕共同被一块圆角长方形的黑色玻璃盖板覆盖，横向占据机身背板上部绝大部分区域，且凸出机身。
小米11 Pro提供黑、绿、紫三款配色（边框颜色与后盖颜色大致相同），其中黑色及绿色为亮面玻璃，紫色款则采用了AG雾面玻璃；小米11 Ultra则提供陶瓷黑、陶瓷白及大理石纹特别版三款配色，均采用氧化锆陶瓷材质的背板。

### 屏幕
小米11 Pro及小米11 Ultra共同采用了由三星显示提供的6.81英寸柔性AMOLED显示屏，与标准款小米11一致，为三星第四代AMOLED基材（E4)。采用钻石型子像素排列方式，最高支持3200*1440的显示分辨率，像素密度（PPI）为515。支持最高1500nit的亮度以及900nit的激发亮度，并支持DCI-P3色域。
两款机型的屏幕保护玻璃均采用了康宁大猩猩玻璃Victus，据小米称，抗跌落能力达到了上一代的1.5倍，抗刮擦能力则是达到了上一代的2倍。

### 芯片及存储
小米11 Pro及小米11 Ultra共同搭载了美国高通公司研发的单片系统产品高通骁龙888。
高通骁龙888部件代号为SM8350，CPU部分采用了高通Kryo 680架构，由1颗主频为2.84GHz的大核心、3颗主频为2.42GHz的中核心以及4颗1.8GHz的小核心组成。芯片内集成Adreno 660 GPU，主频为840MHz，并集成X60 5G基带，支持双5G SIM卡同时在5G网络下驻网待机。
存储方面，小米11 Pro及小米11 Ultra在SoC上方封装了8GB或12GB的LPDDR5规格的RAM，主频为3200MHz，机身存储则有128GB、256GB或512GB可选，其中小米11 Pro不提供512GB版本，小米11 Ultra则不提供128GB版本。各个存储容量的规格均为UFS3.1，与小米10至尊纪念版一致。

### 摄像模组
小米11 Pro采用了小米与三星电子联合研制的摄像传感器S5KGN2，像素数量为5000万，光圈值为f/1.95。这颗传感器的总面积为1/1.12英寸，单像素面积为1.4μm，可通过像素四合一技术合成单像素为2.8μm，拍摄总像素数为1250万像素的照片。此外，小米11 Pro还搭载了一颗与小米11相同的1300万像素超广角传感器，以及一颗800万像素的潜望式长焦镜头（支持光学防抖），支持5倍的光学变焦以及50倍的数码变焦。
小米11 Ultra的主相机采用了和小米11 Pro相同的传感器，超广角传感器和潜望式超长焦传感器则更换为索尼提供的IMX586传感器，其中潜望式超长焦传感器封装了OIS光学防抖组件。
两者的前置相机传感器均采用了和小米11相同的S5K3T2，由三星电子提供，像素数量为2000万，支持1080P 30/60帧、720P 30帧视频录制，并支持一系列美颜功能。

### 其他功能
充电方面，小米11 Pro及小米11 Ultra支持基于小米Mi Turbo Charge协议的最高67W功率的有线充电、最高67W功率的无线充电以及最高10W功率的反向无线充电，可在开启反向无线充电功能后，为其他支持无线充电的设备充电。
音响系统方面，小米11 Pro及小米11 Ultra采用了立体声扬声器，但与标准款小米11相同，由小米10上采用的对称式立体声扬声器变为非对称式立体声扬声器，顶部发声单元较底部稍小，且顶部发声单元兼具听筒的作用。此外，自小米6开始取消的3.5mm音频输出输入接口也并未在这两款机型上搭载，3.5mm标准接头只能通过转换线，使用USB Type-C接口进行转换。
近距离通信方面，小米11 Pro及小米11 Ultra支持蓝牙5.2、多功能NFC以及红外遥控功能，可使用遥控类APP对支持红外控制的电器设备进行控制。

## 软件
小米11 Pro及小米11 Ultra出厂搭载基于Android 11的MIUI 12操作系统，可通过系统更新升级至MIUI 12.5及后续版本。

## 销售

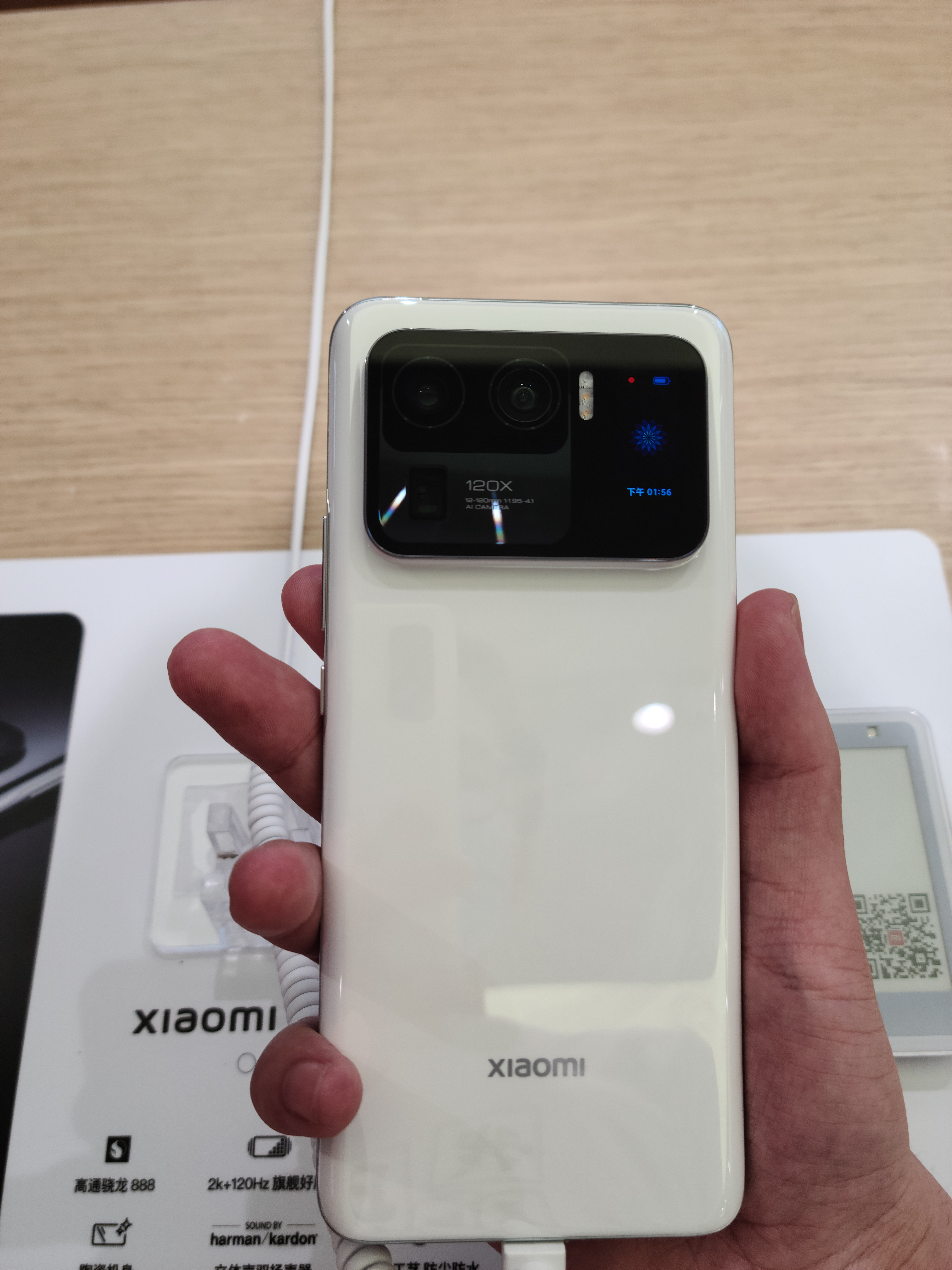
小米11 Ultra陶瓷白

小米11 Pro提供8GB RAM/128GB ROM、8GB RAM/256GB ROM以及12GB RAM/256GB ROM三种存储组合可选，零售价分别为4999元、5299元及5699元人民币。小米11 Ultra则提供8GB RAM/256GB ROM、12GB RAM/256GB ROM以及12GB RAM/512GB ROM三种存储组合可选，零售价分别为5999元、6499元和6999元人民币。
小米11 Pro及小米11 Ultra于北京时间2021年3月29日22时开启100元现金预定，2021年4月2日0时在所有渠道开启销售。

## 相关事件

### WIFI故障事件
与小米11相同，小米11 Pro及小米11 Ultra也有部分用户反映其WIFI连接功能出现故障，骁龙888芯片的高发热被认为是故障出现的原因之一。

### 降价促销相关事件
小米11 Pro及小米11 Ultra发售两个月后，为迎接京东618促销季，小米分别对两款机型执行了较大幅度的降价优惠促销活动，并为原价购买的用户补偿一套蓝牙耳机。但仍有部分用户对补偿政策不满，并要求小米退机或退款。